# Trockenes Gelatineverfahren
Das Trockene Gelatineverfahren ist ein Verfahren  aus der Frühzeit der Fotografie zur Herstellung fotografischen Negativmaterials. Die erzeugten Gelatine-Trockenplatten waren im Gegensatz zu den zuvor üblichen nassen Kollodiumplatten auch vor Belichtung und Entwicklung lagerfähig.
Das Gelatineverfahren verdrängte aufgrund seiner Vorteile, besonders der gleichbleibenden Herstellungsqualität und Haltbarkeit der Platten vor der Aufnahme und Entwicklung, den älteren Kollodiumprozess zur Herstellung sog. Naßplatten aus dem Jahre 1850 besonders im Amateurbereich weitgehend. Aufgrund des bedeutend höheren Herstellungs- und Einkaufspreises blieb das nasse Kollodiumverfahren allerdings besonders in der professionellen Atelierphotographie, wo wesentlich mehr Aufnahmen gefertigt wurden als vom einzelnen Amateur, noch lange verbreitet, so dass im Atelier noch lange die Emulsion unmittelbar vor der Aufnahme durch den Photographen oder seinen Assistenten hergestellt wurde. Bei vielen alten Atelieraufnahmen war am Daumenabdruck des Assistenten in einer Ecke des Negativs zu sehen, wo dieser die Glasplatte beim Auftragen der Emulsion gehalten hatte.
Das Trockenverfahren wiederum wurde selbst ab etwa 1880 durch den fotografischen Film – zunächst Papier-, dann Zelluloid-, sowie später Sicherheitsfilm – abgelöst. Die Plattenphotographie, ob nass oder trocken, blieb jedoch besonders in der professionellen Photographie noch bis in die 1950er Jahre verbreitet. Vorteile gegenüber Formaten mit flexiblen Emulsionsträgern in dieser Zeit waren eine größere Lichtempfindlichkeit, eine höhere Durchzeichnungsqualität und ein höheres Auflösungsvermögen, da die Glasnegative zumeist auch größer als die meisten Filmnegative waren.

## Produktion und Verwendung
Um Trockenplatten herzustellen, wurde zunächst eine Gelatine-Wasser-Emulsion erzeugt. Dazu wurde Kaliumbromid (früher bekannt als „Bromkalium“) in Wasser aufgelöst, genau beschrieben wurde eine Emulsion hergestellt aus einer Kaliumbromidlösung mit Gelatine. Anschließend wurde der Flüssigkeit im Dunkeln Silbernitrat („salpetersaures Silber“) zugefügt. Hierdurch bildete sich eine Suspension von wasserunlöslichem Silberbromid in Gelatine. Diese Masse wurde fälschlicherweise weiterhin Emulsion bzw. Fotoemulsion genannt. Darin war das entstandene Silberbromid (veraltet „Bromsilber“) sehr fein verteilt, jedoch war die Lichtempfindlichkeit dieser „Emulsion“ noch gering. Durch das Kochen der Emulsion für eine gewisse Zeit oder durch die Behandlung mit Ammoniak konnte die Empfindlichkeit jedoch signifikant gesteigert werden. 
Da diese orthochromatische „Emulsion“ gegenüber roten Lichtstrahlen nicht empfindlich ist, konnten die Arbeiten, so wie auch nachfolgende Entwicklungsarbeiten in der „Dunkelkammer“ unter „Rotlicht“ (also nicht im Dunklen) durchgeführt werden. Diese für die Herstellung und Verarbeitung positive Eigenschaft wirkte sich aber nachteilig auf die Abbildung menschlicher Hauttöne aus, was Schminkprozeduren bei Porträtaufnahmen erforderte.
Abgekühlt erstarrte die gekochte „Emulsion“; sie konnte leicht fein zerteilt werden, auch konnten die sich in ihr befindlichen Salze durch Wasser entfernt werden. Die wieder geschmolzene Emulsion trug man auf Glasplatten auf und ließ sie darauf erstarren und trocknen.
Die hohe Empfindlichkeit der Gelatinetrockenplatten beruhte auf der Bildung einer hochempfindlichen Silberbromid-Modifikation durch Kochen der Emulsion; erstere wurde bereits 1874 von Stas entdeckt.

## Vorteile
Die Gelatine-Platten zeichneten sich gegenüber nassen Kollodiumplatten durch ihre Haltbarkeit aus, so dass sie auf Reisen bequem mitgeführt werden konnten. Sie waren überdies sechs- bis zehnmal empfindlicher als Kollodiumplatten und erlaubten deshalb Aufnahmen mit erheblich kürzeren Belichtungszeiten, also auch Momentaufnahmen. Sie konnten auch für den Handel auf Vorrat gefertigt werden, so dass der Amateur die mühsame Selbstpräparation des Negativmaterials umgehen konnte. Somit haben sie der Amateur- und Liebhaberfotografie und der Anwendung derselben in Kunst und Wissenschaft einen außerordentlichen Aufschwung gegeben.

## Geschichte und Entwicklung
Schon 1866 gelang es dem österreichischen Arzt und Politiker Norbert Pfretzschner senior, zusammen mit dem Innsbrucker Chemieprofessor Heinrich Hlasiwetz, Trockenplatten zu entwickeln, welche dann auch 1869 auf der Photographischen Ausstellung in Hamburg eine Silbermedaille erhielten. Diese Erfindung wurde aber von Pfretzschner industriell nicht genutzt.
Das Gelatineverfahren wurde von dem britischen Arzt Richard Leach Maddox als Nebenprodukt bakteriologischer Forschungen um 1871 entwickelt; er publizierte seine Ergebnisse am 8. September 1871 im British Journal of Photography. Sein noch sehr lichtunempfindliches Verfahren wurde durch John Burgess und Richard Kennett verbessert. Nach dem Grundprinzip des in eine Gelatineschicht eingebetteten Bromsilbers sind fotografische Emulsionen bis heute aufgebaut.
Charles Harper Bennett (1840–1927) gelang es 1878, die Empfindlichkeit des Gelatineverfahrens gegenüber Nassplatten um den Faktor zehn zu steigern, indem er die Bromsilbergelatine mit einem Überschuss an Kaliumbromid herstellte (chemische Sensibilisierung). Dadurch wurden Momentaufnahmen mit Belichtungszeiten von wenigen Sekundenbruchteilen möglich. „1880 bis 1882 beschäftigte sich Johann Baptist Obernetter mit der Verbesserung der Trockenplatten und mit dem Farbenlichtdruck, auch erfand er ein Verfahren, von einem Negativ in der Kamera selbst ein beliebig großes zweites Negativ direkt mittels Entwickelung herzustellen.“